# Jo Wilson (Grey's Anatomy)
 (août 2025).
Motif : absence de sources secondaires indépendantes et pérennes consacrées à ce personnage de fiction
- Archive Wikiwix
- Bing
- Cairn
- DuckDuckGo
- E. Universalis
- Gallica
- Google
- G. Books
- G. News
- G. Scholar
- Persée
- Qwant
- (zh) Baidu
- (ru) Yandex
- (wd) trouver des œuvres sur Wikidata

| 1. | Préciser le motif de la pose du bandeau. | Précisez le motif de la pose du bandeau en utilisant la syntaxe suivante : {{admissibilité à vérifier\|date=août 2025\|motif=remplacez ce texte par le motif}}                                  |
| 2. | Informer les utilisateurs concernés.     | Pensez à avertir le créateur de l'article, par exemple, en insérant le code ci-dessous sur sa page de discussion : {{subst:avertissement admissibilité à vérifier\|Jo Wilson (Grey's Anatomy)}} |

Josephine « Jo » Alice Wilson (anciennement Karev) et anciennement Brooke Stadler, est un personnage de la série télévisée dramatique médicale Grey's Anatomy, diffusée sur l'American Broadcasting Company (ABC) aux États-Unis. Le personnage a été créé par la productrice de la série Shonda Rhimes et est interprété par l'actrice Camilla Luddington. Elle a été présentée dans le premier épisode de la saison 9, « Tout ce qu'on a perdu » (« Going, Going, Gone » en version originale), en tant qu'interne en chirurgie au Seattle Grace Mercy West Hospital, rebaptisé plus tard Grey Sloan Memorial dans la même saison. Le personnage de Luddington a été initialement conceptualisé comme le nouvel intérêt amoureux du personnage de Justin Chambers, Alex Karev.
Dans l'histoire, Jo se lie d'amitié avec Alex grâce à leur enfance tout aussi troublée, se transformant en une relation et plus tard en un mariage. Les problèmes d’abandon de Jo et son histoire en tant que survivante de violences domestiques ont été des thèmes centraux dans le développement de son personnage. D'autres intrigues importantes incluent ses difficultés avec la santé mentale, en particulier après avoir découvert qu'elle est le produit d'un viol et avoir été confrontée au rejet de sa mère biologique. Son vrai nom est révélé plus tard : Brooke, ainsi que le fait qu'elle est séparée de son mari violent, Paul Stadler (Matthew Morrison), qu'elle a fui pour commencer une nouvelle vie à Seattle.
Le personnage de Jo a reçu des critiques allant de mitigées à positives de la part des fans, avec des éloges pour les intrigues fortes et sensibles, mais des critiques pour sa nature « irrationnelle » et « trop émotive »,.